# Anomiopus sulcatus
Anomiopus sulcatus là một loài bọ cánh cứng trong họ Bọ hung (Scarabaeidae).